# Павленко, Алексей Михайлович
Алексей Михайлович Павленко (укр. Олексій Михайлович Павленко; род. 2 января 1977, Умань, Черкасская область) — украинский предприниматель и политик, министр аграрной политики и продовольствия Украины (2014–2016).

## Биография
Выпускник Национального университета «Киево-Могилянская академия», экономический факультет (1998). Среди нескольких последующих образований — MBA Школы бизнеса Университета Нинроде, Нидерланды (2001—2002).

## Предпринимательство
2002—2003 — член Комитета по аудиту, менеджер по реструктуризации и развитию бизнеса команды Damen Shipyards Group (Горинхем, Нидерланды) в Китае, Румынии, Украине и Нидерландах.
2003—2006 — президент, генеральный директор головной компании (ЗАО «Райз») Группы компаний «Райз». Отвечал за общее управление и инвестиции на Украине, в РФ, Беларуси и Молдове, отвечал за управление и контроль 3500 сотрудников в 12 компаниях группы.
2006—2009 — исполнительный директор Группы компаний «Фокстрот», генеральный директор концерна «Фокстрот». Отвечал за общее управление и инвестиции на Украине и в Молдове (12 тыс. сотрудников, 332 магазинов электроники).
С октября 2011 по январь 2013 — член Наблюдательного Совета ООО «Агропрогресс Холдинг».
Член Правления ООО «Жилстрой» и член Наблюдательного Совета ООО «Европейские молочные технологии». Является партнером Инвестфонда Pharus Assets Management, руководитель Доверительного Совета «Инт Инвест».

## Государственная карьера
2 декабря 2014 назначен Верховной Радой Украины на должность Министра аграрной политики и продовольствия Украины во втором правительстве Арсения Яценюка по квоте "объединения «Самопомощь». Его кандидатура была предложена народными депутатами Иваном Мирошниченко и Егором Соболевым.
С 2015 года — член наблюдательного совета Национального университета биоресурсов и природопользования (НУБиП) Украины.
С 2016 года — директор Программы «Аграрно-индустриальное развитие» Украинского института будущего.
22 января 2016 года политическая партия «Объединение „Самопомощь“» заявила о намерении отозвать министра аграрной политики и продовольствия Алексея Павленко из состава Кабинета Министров Украины, призвав сформировать новое коалиционное соглашение и правительство. 29 января 2016 года Павленко подал в отставку, но 4 февраля отозвал заявление. После этого председатель «Самопомощи» Олег Березюк объявил о том, что министр более не представляет эту партию.
С 2017 года — Председатель Украинско-Нидерландского делового совета.